# Roger Barton
Roger Barton (ur. 6 stycznia 1945 w Sheffield) – brytyjski polityk, poseł do Parlamentu Europejskiego III i IV kadencji.

## Życiorys
W połowie lat 60. uzyskał dyplom technika inżynierii, kończąc Granville College. Zaangażował się w działalność polityczną w ramach Partii Pracy. W latach 1971–1989 zasiadał w radzie miejskiej w Sheffield. Był lokalnym sekretarzem laburzystów oraz organizacji związkowej Sheffield Trades Council. Członek organizacji antynuklearnej Campaign for Nuclear Disarmament, a także brytyjskiej organizacji Anti-Apartheid Movement zajmującej się zwalczaniem apartheidu.
W latach 1989–1999 przez dwie kadencje z ramienia Partii Pracy sprawował mandat eurodeputowanego, wchodząc w skład frakcji socjalistycznej. Był członkiem m.in. Komisji ds. Gospodarczych i Walutowych oraz Polityki Przemysłowej, a także Komisji ds. Instytucjonalnych. Od 1999 do 2003 był dyrektorem w prywatnym przedsiębiorstwie Insight Dynamics Limited.
W 2006 zainicjował projekt the Sheffield and Peak District Llama Trekking, polegający na organizowaniu dla młodych mieszkańców miast wycieczek na wieś przy wykorzystaniu lam do noszenia zaopatrzenia i ekwipunku.